# Boqueirão do Leão
Boqueirão do Leão este un oraș în Rio Grande do Sul (RS), Brazilia.